# Hazem Kalaji
Hazem Mohamed Kalaji – agronom, profesor nauk ścisłych i przyrodniczych.

## Życiorys
W 1983 r. ukończył studia agronomiczne w Szkole Głównej Gospodarstwa Wiejskiego w Warszawie, w 1993 r. obronił pracę doktorską pt. Wpływ zasolenia chlorkiem sodu na wzrost i wymianę gazową siewek jęczmienia (Hordeum vulgare L.), której promotorem był prof. Emil Nalborczyk, w 2013 r. habilitował się na podstawie pracy zatytułowanej Wydajność i funkcjonowanie aparatu fotosyntetycznego jęczmienia (Hordeum vulgare L.) w warunkach stresów abiotycznych. W 2019 r. uzyskał tytuł profesora nauk ścisłych i przyrodniczych.
Został pracownikiem naukowym na Oddziale w Warszawie w Instytucie Technologiczno-Przyrodniczym - Państwowego Instytutu Badawczego, w Instytucie Biologii Szkole Głównej Gospodarstwa Wiejskiego w Warszawie.
Był członkiem Polskiego Towarzystwa Biologii Eksperymentalnej Roślin i Polskiego Towarzystwa Botanicznego.
Jest członkiem Komitetu Nauk Agronomicznych PAN.